# Lena Headeyová
Lena Kathren Headeyová (nepřechýleně Headey; * 3. října 1973, Hamilton, Bermudy) je britská herečka. Známou se stala především díky roli Cersei Lannister ve fantasy dramatickém seriálu Hra o trůny (2011–2019) společnosti HBO, za níž obdržela pět nominací na cenu Emmy.
Ztvárnila také roli Sarah Connorové ve sci-fi seriálu Terminátor: Příběh Sáry Connorové (2008–2009) nebo královnou Gorgo v 300: Bitva u Thermopyl a bude účinkovat v připravované dramatické minisérii The White House Plumbers (2023).

## Osobní život

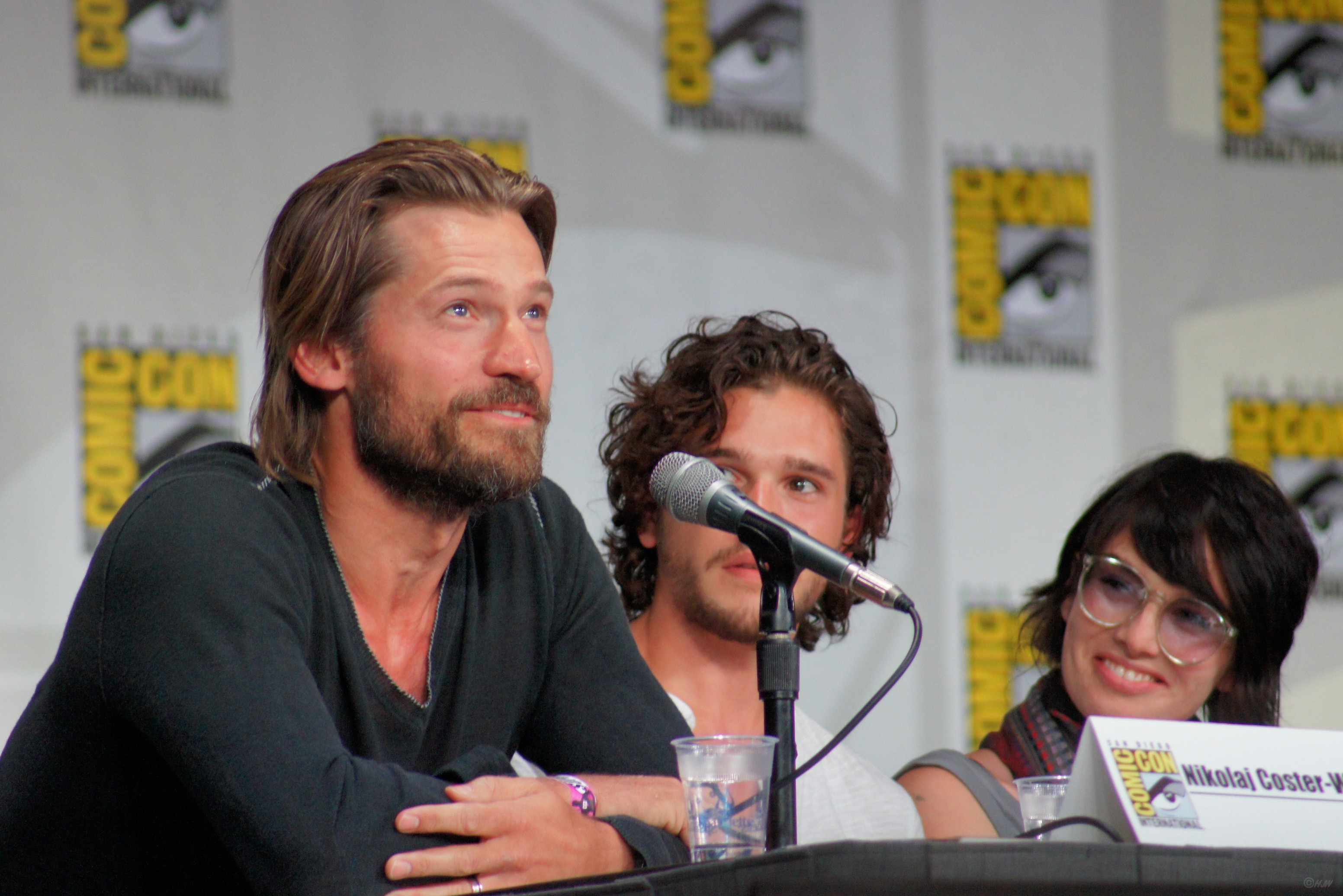
Lena s dalšími herci. Zleva: Nikolaj Coster-Waldau, Kit Harington a Lena Headeyová

Lena Headeyová narodila se v Hamiltonu na Bermudách jako dcera Sue a Johna Headeyových. Má jednoho mladšího bratra jménem Tim. Rodina se přestěhoval do Somerset, když jí bylo pět a pak se přestěhovali do Shelley (západní Yorkshire), když bylo Leně 11 let. Jako dítě se hodně učila baletu. Sama tvrdí, že si vždy přála být kadeřnicí.

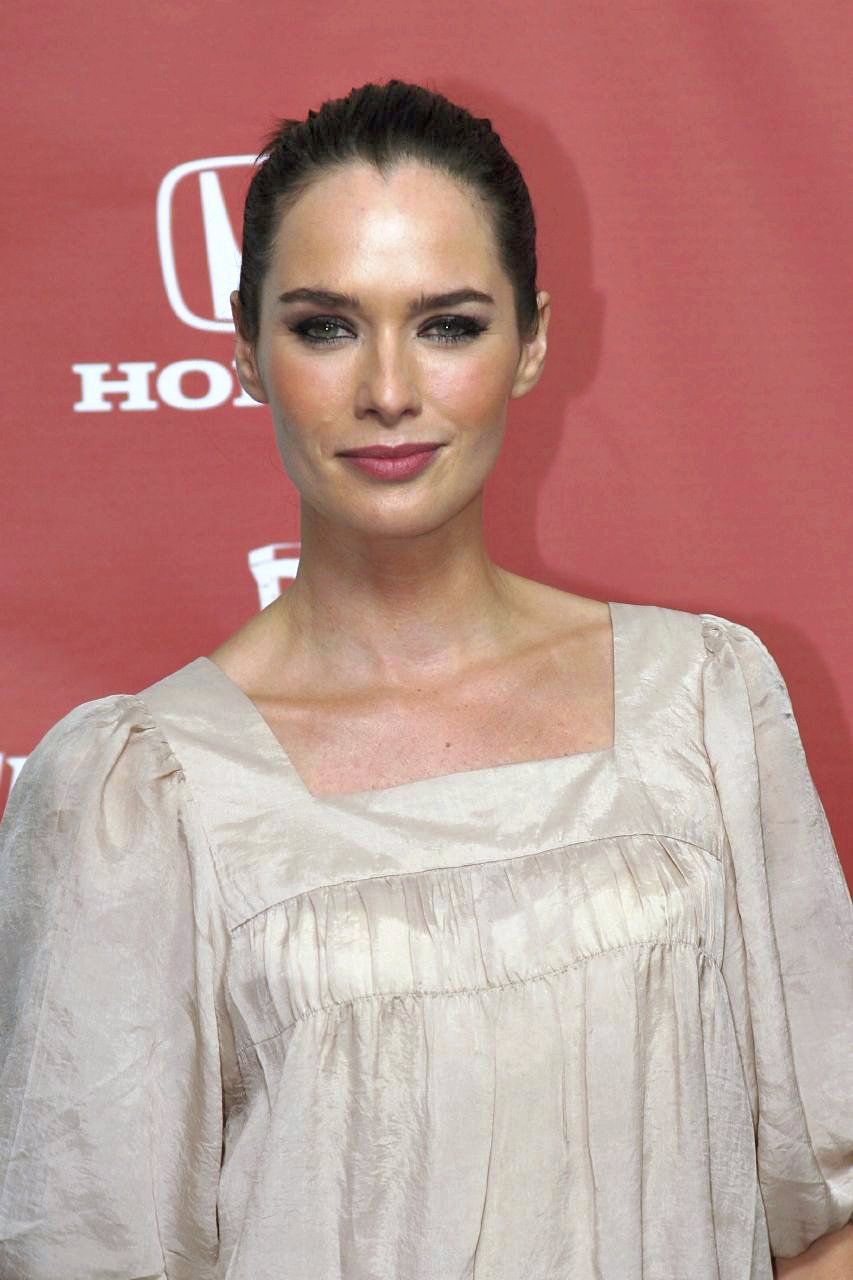
Lena v roce 2007

Její první role ve filmu přišla, když jí bylo 17 let, tedy v roce 1992, a jednalo se o roli ve filmu Vodní země (Waterland).
Headeyová byl zasnoubená s Johnnym Ciccem a později s hercem Jasonem Flemyngem. Ona a Flemyng se setkali během natáčení Knihy džunglí (The Jungle Book) v roce 1994. Po jejich rozchodu v roce 2003 krátce chodila s brazilským modelem Marcosem Dominou. Tento vztah ale dlouho nevydržel a v květnu roku 2007 vzala hudebníka Petera Loughrana. Spolu mají syna Wylieho Loughrana, který se narodil dne 31. března 2010. Sama Lena přiznala, že od narození svého syna trpí poporodními depresemi. Lena Headeyová a Loughran se od sebe odloučili v roce 2011, o rozvod ale Lena požádala až 20. července 2012. Oficiálně rozvedeni byli až 26. prosince 2013.
V únoru 2015 Lena oznámila, že čeká druhé dítě, přičemž termín má v létě roku 2015. Dne 16. dubna 2015 pak uveřejnila, že dle ultrazvuku bude narozené dítě holčička. A nakonec; dne 10. července 2015 porodila své druhé dítě, dceru jménem Teddy Cadan. Jejím otcem je režisér Dan Cadan, se kterým byla Lena zasnoubená od července 2018. V roce 2018 se vzali.
Lena bývala vegetariánka, avšak v rozhovoru z roku 2011 uvedla, že již výjimečně jí i maso. Má mnoho tetování; mimo jiné i květiny na zádech, své jméno v thajštině na paži a citát na boku. Sama tvrdí, že na place jí to nijak nepřekáží a dá se to zakrýt make-upem.

## Kariéra

### Začátky ve filmu
Ve věku 17 let Lena Headeyová získala svoji první roli, díky její účastí na jedné výstavě, kde si jí všiml castingový agent. Když později přišla na konkurz, dostala roli ve filmu Vodní svět (Waterland). V roce 1993 si zahrála ještě v několika filmech, ale další důležitější role přišla až v roce 1994, kdy hrála Katherine v Disney filmu Kniha džunglí (The Jungle Book). Film si získal u diváků ohlas, mimo to ale také potkala svého budoucího přítele; herce Jasona Flemynga. Ale nejvíce hodnocení a kritik se jí dostalo ve filmu Aberdeen. Právě za tento film získala Silver Iris Award za nejlepší ženský herecký výkon v Bruselu na Evropském filmovém festivalu v roce 2001.

### Roky 2000 až současnost
Hrála ve filmech jako Kletba bratří Grimmů, Svatba ve třech... Nakonec, v roce 2006, získala roli ve velkofilmu 300: Bitva u Thermopyl, kde si zahrála královnu Gorgo. V roce 2008 se pak objevila ve filmu Terminátor: Příběh Sary Connorové, kde hrála hlavní postavu Saru. Dvakrát byla nominována na Saturn Award za nejlepší ženský herecký výkon.
Její asi největší role je ale role v seriálu Hra o trůny (natáčen v letech 2011 až současnost), kde hraje královnu Cersei Lannister. Tento seriál je podle předlohy George R. R. Martina.